# Патрик Демпси
Патрик Галън Демпси (на английски: Patrick Galen Dempsey) е американски актьор, режисьор  и автомобилен състезател, придобил световна известност с ролята си на неврохирурга д-р Дерек Шепърд в медицинската драма „Анатомията на Грей“.
В последните години се появява и в някои филми като „Клубът на императорите“, „Омагьосана“, „Сватбен сезон“ и „Шаферът“.
Поставен е от френското списание „Elle“ на 13-о място сред най-желаните мъже на планетата през юли 2007 г.

## Биография
Демпси е роден на 13 януари 1966 г. в град Луистън, щата Мейн, САЩ, в ирландско-американското семейството на Аманда и Уилям Демпси, който работи като застрахователен агент. Израства в градчето Бъкфийлд, Мейн, учи в гимназията „Сейнт Доминик“ в Търнър, където майка му работи като секретарка, но напуска училището преди да се дипломира. В младежките си години той се проявява като опитен жонгльор, като дори печели 2-ро място на национален конкурс за жонгльори.
Когато е на 12-годишна възраст, Демпси е диагностициран със заболяването дислексия. В интервю пред Барбара Уолтърс, дадено през 2008 г., той споделя, че дислексията го е направила това, което е днес („made him what he is today“).

### Актьорска кариера
Демпси е открит случайно, когато се провежда кастинг за роля в театралната трилогия „Torch Song“. След успешния кастинг Патрик заминава на четиримесечно турне с трупата в Сан Франциско. Появява се в шоуто „Overnight Success“ на Тери ДеСарио, което се излъчва по телевизия MTV, в което танцува и жонглира.
През 1985 г. дебютира в киното с филма „Heaven Help Us“, а две години по-късно се снима във филма „In The Mood“, където си партнира с актрисата Бевърли Д'Анджело, филм, създаден по действителен случай, в който играе първата си значима роля.

## Избрана филмография
| Година | Филм                              | Оригинално заглавие  | Роля                  | Режисьор          |
| ------ | --------------------------------- | -------------------- | --------------------- | ----------------- |
| 1995   | Зараза                            | Outbreak             | Джеймс Скот           | Волфганг Петерсен |
| 1995   | Писък 3                           | Scream 3             | Детектив Марк Кинкейд | Уес Крейвън       |
| 2007   | Омагьосана                        | Enchanted            | Робърт                | Кевин Лима        |
| 2008   | Шаферът                           | Made of Honor        | Томас (Том) Бейли     | Пол Уейланд       |
| 2008   | Бриджит Джоунс: Бебе на хоризонта | Bridget Jones's Baby | Джак Куант            | Шарън Магуайър    |